# Стенлітаун (Вірджинія)
Стенлітаун (англ. Stanleytown) — переписна місцевість (CDP) в США, в окрузі Генрі штату Вірджинія. Населення — 1385 осіб (2020).

## Географія
Стенлітаун розташований за координатами 36°45′4″ пн. ш. 79°57′8″ зх. д. / 36.75111° пн. ш. 79.95222° зх. д. (36.751197, -79.952174). За даними Бюро перепису населення США в 2010 році переписна місцевість мала площу 7,03 км², уся площа — суходіл.

## Демографія
Згідно з переписом 2010 року, у переписній місцевості мешкали 1422 особи в 614 домогосподарствах у складі 413 родин. Густота населення становила 202 особи/км². Було 745 помешкань (106/км²).
Расовий склад населення:
| - 88,3 % — білих - 3,9 % — чорних або афроамериканців - 0,8 % — азіатів - 0,2 % — корінних американців - 6,0 % — осіб інших рас |

До двох чи більше рас належало 0,8 %. Частка іспаномовних становила 6,9 % від усіх жителів.
За віковим діапазоном населення розподілялося таким чином: 20,1 % — особи молодші 18 років, 54,3 % — особи у віці 18—64 років, 25,6 % — особи у віці 65 років та старші. Медіана віку мешканця становила 46,5 року. На 100 осіб жіночої статі у переписній місцевості припадало 94,3 чоловіків; на 100 жінок у віці від 18 років та старших — 89,6 чоловіків також старших 18 років.
Середній дохід на одне домашнє господарство становив 54 373 долари США (медіана — 44 338), а середній дохід на одну сім'ю — 55 785 доларів (медіана — 50 488). Медіана доходів становила 33 333 долари для чоловіків та 38 393 долари для жінок. За межею бідності перебувало 10,5 % осіб, у тому числі 8,5 % дітей у віці до 18 років та 11,8 % осіб у віці 65 років та старших.
Цивільне працевлаштоване населення становило 668 осіб. Основні галузі зайнятості: освіта, охорона здоров'я та соціальна допомога — 30,2 %, науковці, спеціалісти, менеджери — 13,2 %, виробництво — 13,0 %.